# Sport Club Sangiuseppese 1993-1994
Questa voce raccoglie le informazioni riguardanti lo Sport Club Sangiuseppese nelle competizioni ufficiali della stagione 1993-1994.

## Rosa
| N. |                   | Ruolo | Calciatore         |
| -- | ----------------- | ----- | ------------------ |
|    | Italia (bandiera) | C     | Salvatore Archetti |
|    | Italia (bandiera) | C     | Massimo Barbato    |
|    | Italia (bandiera) | D     | Leonardo Barnabà   |
|    | Italia (bandiera) | D     | Ciro Caccavalle    |
|    | Italia (bandiera) | D     | Ferdinando Casillo |
|    | Italia (bandiera) | D     | Angelo Costanzo    |
|    | Italia (bandiera) | C     | Marco Cucca        |
|    | Italia (bandiera) | A     | Rosario Cunto      |
|    | Italia (bandiera) | C     | Lorenzo D'Agostino |
|    | Italia (bandiera) | C     | Giovanni Di Vece   |
|    | Italia (bandiera) | C     | Antonio Figliomeni |

| N. |                   | Ruolo | Calciatore           |
| -- | ----------------- | ----- | -------------------- |
|    | Italia (bandiera) | A     | Giovanni Fontanella  |
|    | Italia (bandiera) | P     | Ciro Imparato        |
|    | Italia (bandiera) | A     | Luigi Liguori        |
|    | Italia (bandiera) | D     | Nunzio Nusco         |
|    | Italia (bandiera) | P     | Carlo Pagliarulo     |
|    | Italia (bandiera) | A     | Paolo Pasini         |
|    | Italia (bandiera) | D     | Adriano Rumolo       |
|    | Italia (bandiera) | P     | Agostino Santaniello |
|    | Italia (bandiera) | C     | Luca Tascone         |
|    | Italia (bandiera) | C     | Antonio Vona         |
|    | Italia (bandiera) | A     | Nicola Zagari        |